# 定襄県
定襄県（ていじょう-けん）は中華人民共和国山西省忻州市に位置する県。

## 歴史
前漢により現在の県域南東部に設置された陽曲県を前身とする。後漢になると陽曲県は現在の太原市陽曲県陽曲鎮に移転、旧域には定襄県が新設された。南北朝時代、北魏により現在地に県治が移転、北斉により廃止された。621年（武徳4年）、唐朝により再設置された。
1958年に忻県と統合され忻定県とされたが、1961年に定襄県が再設置され現在に至る。

## 行政区画
- 鎮:晋昌鎮、河辺鎮、宏道鎮、季荘鎮、蒋村鎮
- 郷:南王郷、神山郷、受禄郷